# Khalif Wyatt
Khalif Wyatt (Norristown, Pensilvania, 10 de junio de 1991) es un exjugador de baloncesto estadounidense. Con 1,93 metros de estatura, juega en la posición de escolta. Desde julio de 2023 ejerce como director de desarrollo de jugadores en la Universidad de Temple.

## Trayectoria deportiva

### Universidad
Jugó cuatro temporadas con los Owls de la Universidad de Temple, en las que promedió 14,5 puntos, 2,5 rebotes, 2,7 asistencias y 1,6 robos de balón por partido. Fue elegido mejor sexto hombre de la Atlantic 10 Conference en 2011, incluido en el segundo mejor quinteto en 2012 y en el primero en su última temporada como universitario, Ese año fue además elegido Jugador del Año de la conferencia, y recibió también el Trofeo Robert V. Geasey al mejor jugador de la Philadelphia Big 5.

### Profesional
Tras no ser elegido en el Draft de la NBA de 2013, disputó las Ligas de Verano de la NBA con los Philadelphia 76ers, promediando en cuatro partidos 13,8 puntos y 3,2 asistencias. En el mes de septiembre firmó con los Sixers, pero fue cortado antes del comienzo de la temporada.
En 28 de octubre fichó por los Guangdong Southern Tigers de la liga china, pero tras 28 partidos en los que promedió 14,6 puntos y 4,9 asistencias, abandonó el equipo en enero de 2014. Pocos días después fichó por los Reno Bighorns de la NBA D-League, quienes lo traspasaron directamente a los Springfield Armor. Allí acabó la temporada promediando 16,2 puntos y 3,6 asistencias por partido.
En julio de 2014 fichó por el Hapoel Eilat de la liga israelí, donde jugó dos temporadas, promediando 14,6 puntos y 4,9 asistencias en la primera y 14,2 y 3,9 en la segunda.
En agosto de 2016 firmó contrato con el Hapoel Holon.